# Bonnut
Bonnut é uma comuna francesa na região administrativa da Nova Aquitânia, no departamento dos Pirenéus Atlânticos. Estende-se por uma área de 22 km². Em 2010 a comuna tinha 796 habitantes (densidade: 36,2 hab./km²).